# پیشکان
پیشکان (به انگلیسی: Pishukan) یک منطقهٔ مسکونی در پاکستان است که در ناحیه گوادر واقع شده‌است. پیشکان ۱۲٬۰۰۰ نفر جمعیت دارد.